# Birthh
Birthh, pseudonimo di Alice Bisi (Firenze, 17 ottobre 1996), è una cantautrice italiana.

## Biografia
Il 18 marzo 2016 pubblica il suo album di debutto intitolato Born in the Woods, al quale segue tra la fine del 2016 e inizio 2017 una tournée sul territorio italiano. Nello stesso anno si esibisce al SXSW Festival in Texas e al MI AMI Festival.
A febbraio 2017 partecipa al programma televisivo E poi c'è Cattelan in onda su Sky Uno.
Nel 2019 si esibisce all'apertura del concerto di Mika.
Il 6 marzo 2020 esce per la Carosello Records il suo secondo disco intitolato WHOA, riscuotendo l'attenzione della critica. A dicembre 2020 collabora alla realizzazione del singolo Euforia.

## Discografia

### Album in studio
- 2016 – Born in the Woods
- 2020 – WHOA
- 2023 – Moonlanded

### Singoli
- 2019 – Supermarkets
- 2019 – Yello/Concrete
- 2020 – Parakeet
- 2020 – Space Dog
- 2023 – Jello

### Collaborazioni
- 2020 – Euforia (Chris Nolan feat. Tedua, Madame, Aiello e Birthh)